# Куракино (Кирилловский район)
Куракино — деревня в Кирилловском районе Вологодской области.
Входит в состав Ферапонтовского сельского поселения, с точки зрения административно-территориального деления — в Ферапонтовский сельсовет.
Расстояние по автодороге до районного центра Кириллова — 30 км, до центра муниципального образования Ферапонтово — 9 км. Ближайшие населённые пункты — Верхняя Гора, Филимоново, Ивановское.
По переписи 2002 года население — 16 человек.
По переписи 2010 года население — 14 человек.